# Christa Deuticke-Szabo
Christine Deuticke, geborene Szabó, auch Christa von Szabó (* 11. Dezember 1894 in Wien; † 23. Februar 1958 ebenda) war eine österreichische Eiskunstläuferin und Malerin.

## Leben
Christa von Szabó war die Tochter der Eiskunstläuferin Christa Szabo-Engelmann, deren Bruder Eduard Engelmann junior Eiskunstlauf-Europameister von 1892 bis 1894 und Erbauer der ersten Kunsteisbahn der Welt gewesen war. Auch war sie die Schwester der Olympiasiegerin und mehrfachen Weltmeisterin Herma Szabó.
In ihrer Jugend trat sie unter ihrem Geburtsnamen als Eiskunstläuferin hervor und feierte auch in Schwimmsport Erfolge, später stellte sie unter ihrem Doppelnamen als Landschaftsmalerin aus. Ihr Ehemann war der Verleger Hans Deuticke (1887–1953).

## Malerin
Sie studierte an der Kunstgewerbeschule Wien und war Schülerin von Hermann Grom-Rottmayer. Vorwiegend schuf sie Landschaftsbilder.

## Eiskunstläuferin
Christa von Szabó trat in den Jahren 1913 und 1914 im Paarlauf mit Leo Horwitz in Erscheinung. Bei den österreichischen Meisterschaften 1913, den ersten im Paarlauf, wurden sie Vizemeister hinter ihrer Cousine Helene Engelmann und deren Eislaufpartner Karl Mejstrik. 1914 gelang von Szabó und Horwitz die Revanche: Sie wurden österreichische Meister vor Engelmann und Mejstrik. In beiden Jahren nahmen sie auch an Weltmeisterschaften teil, dort konnten sie ihre Landsleute allerdings nie bezwingen und gewannen 1913 in Stockholm, wie auch 1914 in St. Moritz die Bronzemedaille.

### Ergebnisse

#### Paarlauf
(mit Leo Horwitz)
| Wettbewerb / Jahr               | 1913 | 1914 |
| ------------------------------- | ---- | ---- |
| Weltmeisterschaften             | 3.   | 3.   |
| Österreichische Meisterschaften | 2.   | 1.   |